# Fil·laci
Fil·laci (en llatí Phillatius, en grec Φιλλάτιος, o Φιλτάτιος) va ser un gramàtic grec, probablement atenenc.
Era contemporani d'Olimpiòdor vers el 407 aC. Foci, en el seu epítom a Olimpiòdor diu que Fil·laci va rebre l'honor de tenir una estàtua a Atenes concedida pel poble atenenc en agraïment als seus ensenyaments.